# Parentia varifemorata
Parentia varifemorata är en tvåvingeart som beskrevs av Daniel J. Bickel 1991. Parentia varifemorata ingår i släktet Parentia och familjen styltflugor. Inga underarter finns listade i Catalogue of Life.